# Mâliâraq Vebæk
Mâliâraq Vebæk, født Marie (Mâliâraq) Athalie Kitura (Qituraq) Kleist (født 20. april 1917 i Narsarmijit (da: Frederiksdal), død 25. februar 2012 i Søborg) var en grønlandsk forfatter og lærer,
Hendes forældre var Hans Hoseas Josva Kleist og Bolette Marie Ingeborg Chemnitz, og både faderen og morfaderen var præster. Faderen var tillige politisk aktiv og sad i kommunerådet i Nanortalik Kommune og i Grønlands Landsråd. Hun giftede sig i 1945 med arkæologen C.L. Vebæk, og sammen fik de to børn.
I 1932 blev der oprettet en efterskole (videreuddannelse efter folkeskolen) for piger i Aasiaat. Her kom hun ind, og selv om det var en "eliteskole", gik hun ud som den bedste elev i sin årgang, medregnet den tilsvarende efterskole for drenge. Takket være dette fik hun af Komitéen for Grønlænderinders Uddannelse tilbud om videreuddannelse i Danmark. I 1939 tog hun lærereksamen fra Th. Langs Seminarium i Silkeborg, og flyttede tilbage til Grønland.
Hun og ægtemanden flyttede efter 2. verdenskrig til Danmark, men hun var flere gange i Grønland også efter fraflytningen. Både hun og ægtemanden forskede i den mundtlige fortælletraditionen på Grønland, og hun samlede et omfattende materiale, der blev omsat til bøger og artikler i aviser og tidsskrifter. Hun arbejdede også som tolk og for Grønlands Radio.
Gennemgående motiver i hendes forfatterskab er den grønlandske identitet i et samfund i hastig udvikling samt den grønlandske kvinde, som hun som den første giver en stemme i litteraturen. De to motiver afspejles især i hendes "Historien om Katrine" og efterfølgeren "Tretten år efter". Den første er foruden grønlandsk udkommet på dansk og russisk.
De seneste år af forfatterens liv gik med at udskrive og redigere den store mængde båndoptagelser af sydgrønlandske folklore, som er udkommet på grønlandsk og dansk i deres helhed, mens en version af historien om et besøg hos "Havets moder". er oversat til dansk, engelsk og nederlandsk.
Hun boede sine sidste mange år i Søborg, lidt uden for København.
Hun ligger begravet på Gladsaxe Kirkegård.